# オネーギンの恋文
『オネーギンの恋文』（Onegin ）は、1999年制作のイギリスの映画。アレクサンドル・プーシキンの小説『エヴゲニー・オネーギン』を、レイフ・ファインズ主演、レイフの妹マーサ・ファインズの監督で映画化した作品である。音楽を担当しているマグナス・ファインズもレイフの弟である。

## ストーリー
1820年代のロシア・サンクトペテルブルクが舞台。

## キャスト
- レイフ・ファインズ：エヴゲニー・オネーギン
- リヴ・タイラー：タチャーナ
- トビー・スティーブンス：ヴラディミール・レンスキー
- マーティン・ドノヴァン：ニコライエフ公爵
- レナ・ヘディ：オルガ